# Arno Zaspel
Arno Zaspel (* unbekannt; † 11. Mai 1931 in Naundorf) war ein deutscher Motorradrennfahrer.

## Leben
Der Freiberger Arno Zaspel, hauptberuflich Werkmeister bei O.D., bestritt ab 1930 Gespann-Rennen für den in Dresden und Brand-Erbisdorf ansässigen Hersteller. Er siegte 1930 auf einem O.D.-Gespann mit J.A.P.-Motor beim Eifelrennen auf der Südschleife des Nürburgrings in der 1000-cm³-Klasse. Beim Großen Bäderpreis Deutschland auf der Berliner AVUS belegte er bei den 1000er-Gespannen den dritten Rang. Im Jahr 1930 gewann er in dieser Kategorie auch den Titel in der Deutschen Motorrad-Straßenmeisterschaft.
Am 11. Mai 1931 verunglückte Zaspel mit seinem Gespann im Training zum Grillenburger Dreiecksrennen bei Naundorf schwer und erlag noch am selben Tag seinen Verletzungen.

## Statistik

### Erfolge
- 1930 – Deutscher 1000-cm³-Gespann-Meister auf O.D.-J.A.P.

### Rennsiege
| Jahr | Klasse              | Maschine    | Beifahrer | Rennen      | Strecke                 |
| ---- | ------------------- | ----------- | --------- | ----------- | ----------------------- |
| 1930 | Gespanne (1000 cm³) | O.D.-J.A.P. | unbekannt | Eifelrennen | Nürburgring-Südschleife |